# World Bioenergy Association
World Bioenergy Association (WBA) ist eine internationale NGO und gemeinnützige Vereinigung, die den Bioenergie-Sektor weltweit vertritt. Die Organisation setzt sich für die Nutzung nachhaltiger Bioenergie ein, zu der Biomasse, Biokraftstoffe und Biogas gehören.
Das Leitbild der WBA lautet: "Förderung des weltweiten Einsatzes nachhaltiger Bioenergie".
Das Sekretariat der WBA befindet sich in Stockholm, Schweden.

## Geschichte
Die World Bioenergy Association wurde 2008 in Stockholm, Schweden  als gemeinnützige NGO gegründet, um eine breite Palette von Akteuren in der Bioenergiebranche zu unterstützen, darunter Regierungen, Wissenschaftler und Unternehmen.

## Partner
Seit 2009 ist die WBA Mitglied von International Renewable Energy Alliance (REN Alliance), die sich aus 5 internationalen Organisationen zusammensetzt, die die Wind-, Solar-, Geothermie-, Wasser- und Bioenergiebranchen vertreten. Die WBA ist auch im Ausschuss von REN21 vertreten.

## Präsidenten
- 2008–2012: Kent Nyström (1948–2012),  Schweden[5]
- 2012–2016: Dr. Heinz Kopetz,  Österreich[6]
- 2016–2020: Remigijus Lapinskas (* 1968),   Litauen[7]
- Seit 2020: Christian Rakos (* 1959),  Österreich[8]